# Draco quinquefasciatus
Draco quinquefasciatus är en ödleart som beskrevs av  Thomas Hardwicke och GRAY 1827. Draco quinquefasciatus ingår i släktet Draco och familjen agamer. Inga underarter finns listade i Catalogue of Life.